# Brunskill
Brunskill je priimek več oseb:
- George Stephen Brunskill, britanski general
- Gerald Brunskill, britanski general